# Yoshiko Tanaka
Yoshiko Tanaka (en japonés: 田中好子; Tokio, Japón; 8 de abril de 1956 - Tokio, Japón; 21 de abril de 2011) fue una actriz y idol japonesa, conocida por ser miembro del grupo de J-pop Candies. Mientras estuvo activa con el grupo era apodada como «Sue» (スーちゃん Sū-chan). Tanaka era cuñada de la actriz Masako Natsume.
Tuvo varios roles de actriz tanto en películas y doramas, como Kamisama Mou Sukoshi Dake, Bech Boys, Godzilla tai Biollante (donde interpretó a Asuka Okouchi) y Tatta Hitotsu no Koi. Ganó el premio a mejor actriz en la 14.° edición de Hochi Film Award, por la película Lluvia negra.
En 1991 se casó con el golfista y empresario Kazuo Odate.
Le diagnosticaron cáncer de mama en 1992, pero pudo mantener su salud estable hasta octubre de 2010, cuando la enfermedad reapareció; Falleció a causa de ello el 21 de abril de 2011, a la edad de 55 años.